# Mirosternus discolor
Mirosternus discolor är en skalbaggsart som beskrevs av Perkins 1910. Mirosternus discolor ingår i släktet Mirosternus och familjen trägnagare. Inga underarter finns listade i Catalogue of Life.